# 캘리포니아 로켓 연료
캘리포니아 로켓 연료(California rocket fuel)는 서로 다른 항우울제인 세로토닌-노르에피네프린 재흡수 방지제인 벤라팍신과 노르아드레날린과 특정 세로토닌계 항우울제인 미르타자핀의 조합을 일컫는다.이 조합은 보통 난치성 우울증에 사용되며, 강력한 세로토닌과 노르아드레날린 작용을 가진다.
다른 조합 요법과 마찬가지로, 초기 치료시 미르타자핀과 벤라팍신의 조합은 미르타자핀과 플루옥세틴과의 조합요법을 썼을때와 같이 플루옥세틴만 썼을때의 두배의 효과를 나타낸다.

## 같이 보기
- 미르타자핀